# Nadine Kleinert
Nadine Kleinert, getrouwd Schmitt, sinds eind 1999, (Maagdenburg, 20 oktober 1975) is een Duitse voormalige atlete, die was gespecialiseerd in het kogelstoten. Haar grootste succes was het behalen van een gouden medaille op de Europese kampioenschappen in 2012. Hiernaast nam zij deel aan vier Olympische Spelen, waar ze eenmaal een zilveren medaille aan overhield (2004) en maar liefst zevenmaal aan de wereldkampioenschappen, wat haar driemaal zilver (1999, 2001, 2009) en tweemaal brons (2005, 2007) opleverde.

## Biografie
Nadine Kleinert begon haar internationale carrière met een twaalfde plaats op de wereldkampioenschappen voor junioren in 1992. Op de Europese kampioenschappen voor junioren in 1993 won ze een zilveren medaille en op de WK voor junioren in 1994 brons. Op haar eerste wereldkampioenschappen voor senioren in 1997 werd ze zevende.
Nadine Kleinert nam in 2000 voor het eerst deel aan de Olympische Spelen in Sydney) en behaalde een achtste plaats. Na een zeventiende plaats op de WK in Parijs in 2003 begon ze in 2004, het olympische seizoen, met een bronzen medaille op de wereldindoorkampioenschappen.
Op de Olympische Spelen van 2004 in Athene won Kleinert een bronzen medaille, waarbij ze haar PR verbeterde van 19,23 m naar 19,55. Toen een paar dagen later bleek dat de winnaar Irina Korschanenko doping had gebruikt, kreeg ze alsnog de zilveren medaille.
Op de WK van 2007 in Osaka behaalde ze met 19,77 een bronzen medaille. Op 12 oktober 2007 maakte ze bekend te willen overstappen op het boksen. Haar trainer zou Torsten Schmitz worden. Op de Olympische Spelen van 2008 in Peking moest ze genoegen nemen met een zevende plaats.
In 2009 verbeterde Kleinert bij de WK in Berlijn haar persoonlijk record tot 20,20. Hiermee won ze een zilveren medaille achter de Nieuw-Zeelandse Valerie Vili, die 22 cm verder stootte en haar wereldtitel prolongeerde.
Op de Olympische Spelen van 2012 in Londen werd ze met 18,36 m uitgeschakeld in de kwalificatieronde.
In september 2013 maakte Kleinert bekend, dat zij een punt zette achter haar atletiekcarrière.

## Titels
- Europees kampioene kogelstoten - 2012
- Duits kampioene kogelstoten - 1998, 2000, 2001, 2005, 2008, 2010, 2012
- Duits indoorkampioene kogelstoten - 1998, 1999, 2000, 2001, 2004, 2010, 2012
- Europees kampioene U23 - 1997

## Persoonlijke records
Outdoor
| Onderdeel    | Prestatie | Datum            | Plaats  |
| ------------ | --------- | ---------------- | ------- |
| kogelstoten  | 20,22 m   | 16 augustus 2009 | Berlijn |
| discuswerpen | 49,51 m   | 1998             |         |

Indoor
| Onderdeel   | Prestatie | Datum         | Plaats |
| ----------- | --------- | ------------- | ------ |
| kogelstoten | 19,64 m   | 12 maart 2006 | Moskou |

## Palmares

### kogelstoten
Kampioenschappen
- 1992: 12e WK U20 - 14,10 m
- 1993:  EK U20 - 17,07 m
- 1994: 6e WK U20 - 16,70 m
- 1997:  EK U23 - 18,27 m
- 1997: 7e WK - 18,42 m
- 1998: 6e Wereldbeker - 17,60 m
- 1999: 5e WK indoor - 18,51 m
- 1999:  Europacup A - 18,47 m
- 1999:  Militaire Wereldspelen - 19,12 m
- 1999:  WK - 19,61 m
- 1999:  Grand Prix Finale - 19,16 m
- 2000:  EK indoor - 19,23 m
- 2000: 8e OS - 19,23 m
- 2001: 4e WK indoor - 18,87 m
- 2001:  WK - 19,86 m
- 2001:  Europacup - 19,30 m
- 2002: 6e EK - 18,68 m
- 2003: 7e WK - 18,48 m
- 2003: 6e Wereldatletiekfinale - 18,15 m
- 2004:  WK indoor - 19,05 m
- 2004:  Europese Indoorcup - 18,38 m
- 2004:  Europese Wintercup - 18,17 m
- 2004:  OS - 19,55 m
- 2004:  Europacup A - 18,44 m
- 2004: 4e Wereldatletiekfinale - 17,97 m
- 2005:  Europacup A - 18,89 m
- 2005:  WK - 19,07 m (na DQ van Nadzeja Astaptsjoek + Svetlana Kriveljova)
- 2005: 6e Wereldatletiekfinale - 18,46 m
- 2006:  WK indoor - 19,64 m
- 2006:  Europese Wintercup - 18,30 m
- 2006: 6e EK - 18,47 m
- 2006: 6e Wereldatletiekfinale - 18,18 m
- 2007:  WK - 19,77 m
- 2007:  Wereldatletiekfinale - 19,36 m
- 2008: 7e OS - 19,01 m
- 2009:  WK - 20,20 m
- 2010: 5e WK indoor - 19,34 m
- 2010: 7e EK - 18,94 m
- 2011: 8e WK - 19,26 m
- 2012: 5e WK indoor - 1929 m
- 2012:  Europese Wintercup - 19,12 m
- 2012:  Duitse kamp. - 19,18 m
- 2012:  EK - 19,18 m
- 2012: 8e in kwal. OS - 18,36 m

Golden League-podiumplekken
- 1999:  ISTAF – 19,02 m
- 2004:  ISTAF – 18,52 m
- 2005:  ISTAF – 19,19 m
- 2009:  ISTAF – 19,39 m

Diamond League-podiumplekken
- 2010:  British Grand Prix – 19,01 m
- 2011:  Aviva London Grand Prix – 19,06 m
- 2012:  Qatar Athletic Super Grand Prix – 19,67 m
- 2013:  Bislett Games – 18,17 m
- 2013:  Meeting Areva – 17,95 m